# Gellinghausen
Gellinghausen ist ein Ortsteil der Stadt Schmallenberg in Nordrhein-Westfalen.

## Geografie

### Lage
Das Dorf liegt rund 2 km westlich von Bödefeld. Durch den Ort fließt der Gellinghausener Bach. Die am Ortsrand liegende Landstraße 776 verläuft parallel zur Dorfstraße.

### Nachbarorte
Angrenzende Orte sind Westernbödefeld, Bödefeld, Osterwald, Rimberg, Oberrarbach und Dornheim.

## Geschichte
Gellinghausen wurde 1280 erstmals erwähnt (Hermannus de Gelinghusen). Frühe Anhaltspunkte über die Größe des Ortes ergeben sich aus einem Schatzungsregister für das Jahr 1543. Demnach gab es in „Gellinghaußen“ sieben Schatzungspflichtige; die Zahl dürfte mit den damals vorhandenen Höfen bzw. Häusern übereingestimmt haben. Die Verbindungsstraße zwischen Ramsbeck und Fredeburg, die Mitten durch Gellinghausen verlief, wurde 1860 gebaut. Vier Jahre später (1864) gab es einen großen Brand im Ort. Die ersten Telegrafenleitungen wurde 1887 verlegt. 1889 erhielt Gellinghausen eine Posthilfsstelle. Ein Jahr später (1890) erfolgte der Bau des Schulgebäudes und 1895 der Bau der Wasserleitung. 79 Jahre nach dem Bau des Schulgebäudes schloss die Dorfschule (1969).
Bis zur kommunalen Neugliederung in Nordrhein-Westfalen gehörte Gellinghausen zur Gemeinde Bödefeld-Land. Seit dem 1. Januar 1975 ist Gellinghausen ein Ortsteil der Stadt Schmallenberg.

### Einwohnerentwicklung
| Jahr | Einwohner |
| ---- | --------- |
| 1805 | 108       |
| 1819 | 117       |
| 1839 | 116       |
| 1874 | 116       |
| 1900 | 117       |
| 1950 | 146       |
| 2006 | 124       |
| 2012 | 118       |
| 2013 | 121       |

## Religion

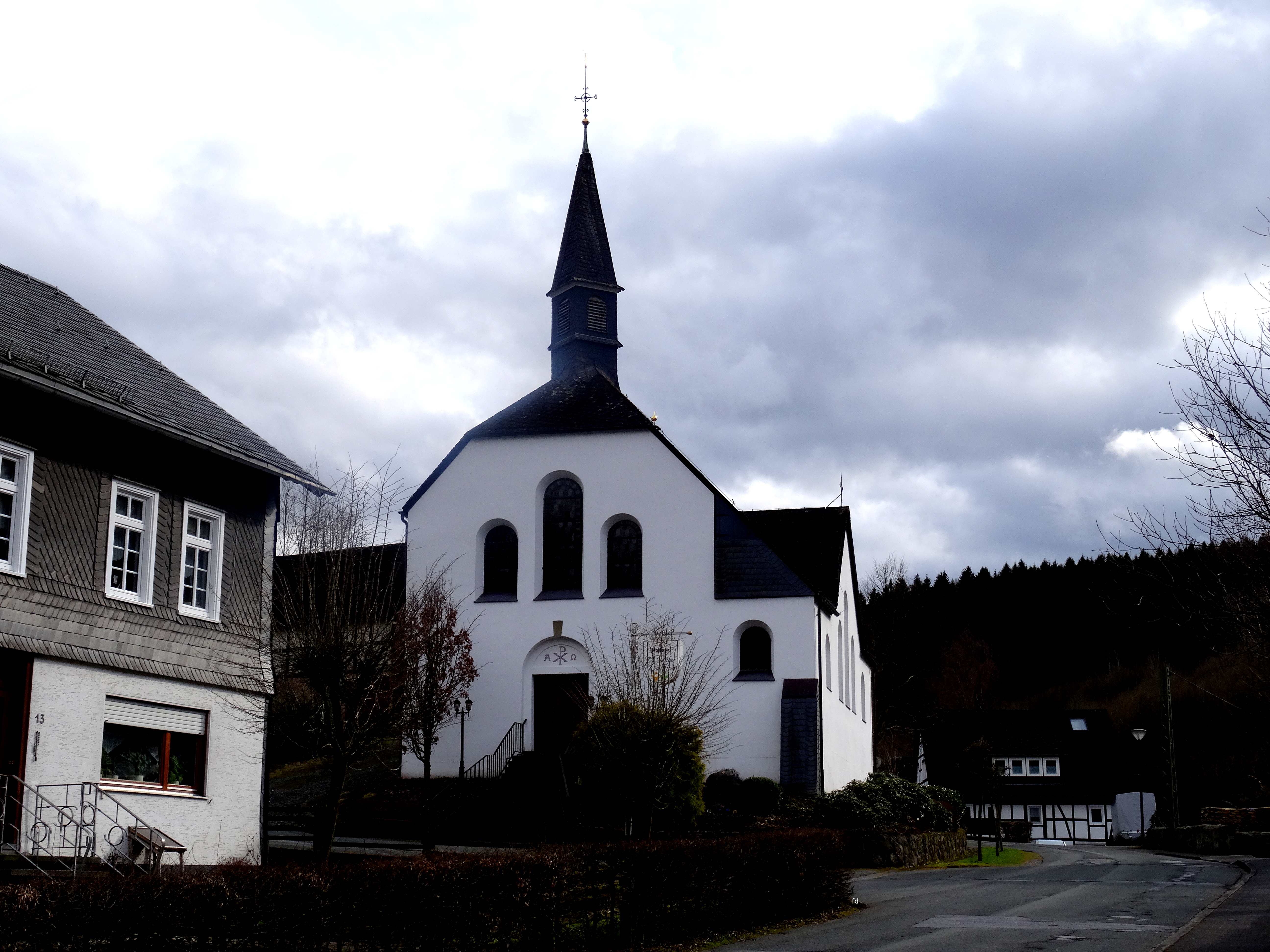
St. Vinzenz Gellinghausen

1618 wurde die Kapelle erstmals urkundlich erwähnt. Sie war den Heiligen drei Königen geweiht. Die heute noch stehende, von Joseph Buchkremer entworfene, St. Vinzenz-Kapelle wurde 1910 errichtet.

## Sport
Am Ortsrand existierte bis zum Jahr 2022 ein Skilift im Freizeit und Skigebiet Hohe Lied. Auf dem Gelände wurde der bis dato einzige Bikepark im Stadtgebiet errichtet. Mitten im Ort gelegen gibt es die TTC-Tischtennishalle. Sie wurde in Eigenleistung errichtet und 1959 eingeweiht.

## Wirtschaft und Tourismus
In Gellinghausen existiert eine Orgelbauwerkstatt, zwei landwirtschaftliche Betriebe, ein Hotel und eine Skihütte am Skigebiet Hohe Lied.